# Albuquerque Lins
Manuel Joaquim de Albuquerque Lins (São Miguel dos Campos, 20 de setembro de 1852 — São Paulo, 7 de janeiro de 1926) foi um advogado, lavrador e político brasileiro. Foi o oitavo presidente do estado de São Paulo entre 1908 e 1912.

## Biografia
Nascido no interior de Alagoas, era filho de Manuel Joaquim de Albuquerque Lins e de Orminda da Rocha e Silva, iniciou seus estudos jurídicos na Faculdade de Direito do Recife, na turma de 1877, concluindo o curso na Faculdade de Direito da Universidade de São Paulo, tendo logo a seguir se estabelecido no estado de São Paulo, inicialmente como juiz do termo de Capivari. Casou-se com Helena de Sousa Queirós, filha do Senador do Império, o Barão de Sousa Queirós. Foram seus filhos:
- Manuel Joaquim de Albuquerque Lins
- José de Albuquerque Lins
- Antônio de Albuquerque Lins
- Carlos de Albuquerque Lins
- Ana de Albuquerque Lins
- Helena de Albuquerque Lins
- Álvaro de Albuquerque Lins
- Maria de Albuquerque Lins

Através do casamento, ligou-se à família Sousa Queirós, tornou-se fazendeiro, capitalista e lançou-se na carreira política. Nos últimos anos do Império foi deputado provincial, em 1888, além de ter sido nomeado presidente da província do Rio Grande do Norte em 1889.
Já em São Paulo, foi vereador da Câmara Municipal) de 1899 a 1901, presidindo-a nesse período. Torna-se senador estadual em 1901, permanecendo no cargo até 1904. Depois de ocupar a Secretaria da Fazenda (1902-1906) e do Tesouro do Estado (1904 a 1907), exerceu mandato como presidente do estado durante o período de 1908 a 1912.
Graças aos preços favoráveis do café no mercado internacional conseguiu despontar como um dos maiores presidentes do Estado, construindo edifícios, expandindo o sistema de armazenamento da rede escolar, criou o ensino técnico agrícola e a Diretoria Geral de Instrução Pública, em substituição à Inspetoria do Ensino. Deu continuidade à construção do Instituto Butantan, iniciou a construção  do Hospital de Isolamento de Santos e deixou o estado com grande superavit financeiro.
No seu governo houve uma grande expansão do povoamento do oeste do estado com a construção da Estrada de Ferro Noroeste do Brasil, sendo criados muitos municípios naquela região. Lins, cidade do noroeste paulista, tem esse nome graças a ele.
Em 1908 teve início a imigração japonesa para as fazendas de café no interior do estado de São Paulo. Albuquerque Lins relata em sua mensagem anual referente a 1908, que a maioria destes imigrantes ficaram pouco tempo nas fazendas, sendo na maioria solteiros e pouco afeitos aos trabalhos do campo, obrigando o governo a rever a política de imigração para a vinda somente de pessoas acostumadas à agricultura.
Em 1910 formou com Rui Barbosa uma chapa presidencial contra o candidato oficial, o marechal Hermes da Fonseca. Depois de governar São Paulo, ainda foi senador estadual por três mandatos: de 1913 a 1916, de 1916 a 1922 e de 1922 a 1926.